# Charles Cruft
Charles Cruft (né le 12 janvier 1826 à Terre Haute, comté de Vigo, État de l'Indiana, et décédé le 23 mars 1883 à Terre Haute, comté de Vigo, État de l'Indiana) est un major général de l'Union. Il est enterré à Terre Haute.

## Avant la guerre
Charles Cruft est diplômé de l'université de Wabash en 1842. Il travaille comme comptable à la banque d'État de l'Indiana.
Il étudie la droit, puis devient le président de la St. Louis, Alton & Terre Haute Railway Company.
En 1860, il acquiert le Terre Haute Express.

## Guerre de Sécession
Charles Cruft est nommé colonel du 31st Indiana Infantry le 20 septembre 1861, régiment qu'il a mobilisé.
Il commande le 31st Indiana Infantry lors de la bataille de Fort Donelson où il est blessé. Il est de nouveau blessé à la bataille de Shiloh.
Selon un article du Tribune Star de Terre Haute, « le avril 1862, le premier jour de l’accrochage de Shiloh, il a été blessé par deux fois, mais refusa de l'aide et resta sur le champ de bataille jusqu'à la fin du combat. Un balle traversa son épaule et une autre se logea dans sa cuisse. Il les retira sans même descendre de son cheval. ».
Il commande une brigade à la bataille de Stones River.
Il est nommé brigadier général des volontaires le 16 juillet 1862. Il commande alors une brigade à la bataille de Richmond au Kentucky où il est une nouvelle fois blessé. Il commande la première division du IVe corps à la bataille de Chattanooga et pendant la campagne d'Atlanta. Il commande une division provisoire à la bataille de Nashville.
Il est breveté major général des volontaires le 5 mars 1865.

## Après la guerre
Charles Cruft quitte le service actif des volontaires le 24 août 1865. Il retourne à sa carrière de juriste.